# Trung Hiếu (diễn viên)
Trung Hiếu tên khai sinh là Nguyễn Trung Hiếu (sinh ngày 26 tháng 2 năm 1973, tại Thái Bình) được biết đến với vai trò là một diễn viên truyền hình, nghệ sĩ sân khấu, đạo diễn kịch, diễn viên lồng tiếng với khả năng diễn xuất sắc cả ở những vai chính diện và phản diện. Lối diễn xuất của anh giản dị, không khoa trương và luôn chú trọng vào việc đào sâu nội tâm nhân vật. Anh được Nhà nước trao tặng danh hiệu Nghệ sĩ nhân dân năm 2015. Anh hiện đảm nhận quyền Giám đốc phụ trách Nhà hát Kịch Hà Nội.

## Tiểu sử
Trung Hiếu sinh ra tại Thị xã Thái Bình, nay là Thành phố Thái Bình, tỉnh Thái Bình. Là con út trong gia đình có ba anh em trai, từng là học sinh chuyên Toán, thi đỗ ba trường Đại học Luật, Kinh tế và Bách Khoa. Trong lúc chờ kết quả thi, anh thi thêm vào Đại học Sân khấu điện ảnh Hà Nội cho đỡ buồn, không ngờ lại đỗ cả bốn; gia đình bàn bạc và quyết định cho anh theo Sân Khấu Điện Ảnh.

## Sự nghiệp
Năm 2004, Trung Hiếu giành Huy chương vàng tại "Hội diễn sân khấu chuyên nghiệp toàn quốc", cũng trong năm này, bộ phim Đường đời do anh tham gia đã giành giải nhất trong "Liên hoan phim truyền hình toàn quốc".
Ngoài công việc chính trên sân khấu kịch và đóng phim, Trung Hiếu còn tham gia lồng tiếng, thuyết minh cho rất nhiều bộ phim. Trong đó, nổi tiếng nhất phải kể đến chính là vai diễn ông Tích trong series phim hài Đại gia chân đất của đạo diễn Bình Trọng. Ngoài ra, sở thích ngoài diễn xuất của anh là nghệ thuật thư pháp.
Anh từng đảm nhiệm vai trò giám khảo của cuộc thi Hoa hậu Việt Nam 2012.

## Tác phẩm

### Điện ảnh
- Giải hạn (1996)
- Duyên nghiệp (1997) ...vai Tuấn
- Hà Nội 12 ngày đêm (2002) ...vai Trọng Nghĩa
- Người con của Rồng (2010) ...vai Sứ thần và Phú ông (lồng tiếng)
- Một giờ làm quan (2000) ...vai Hàn
- Trò đùa của Thiên Lôi (2003) ...vai Kế
- Mười ba bến nước (2009) ...vai Tào
- Đào, phở và piano (2023) ...vai Cha Xứ

### Truyền hình
| Năm  | Tên phim                  | Vai diễn      | Đạo diễn                                 | Kênh       | Ghi chú                      | Nguồn                   |
| ---- | ------------------------- | ------------- | ---------------------------------------- | ---------- | ---------------------------- | ----------------------- |
| 1994 | Hoa ban đỏ                | Bảy           | Bạch Diệp - Trần Quốc Trọng - Phạm Huyền | VTV1       |                              |                         |
| 1996 | Giải hạn                  | Thiện         | Vũ Xuân Hưng - Tú Mai                    | VTV1       |                              |                         |
| 1996 | Cây bạch đàn vô danh      | Thịnh lúc lớn | Nguyễn Thanh Vân - Phạm Nhuệ Giang       | VTV1       |                              |                         |
| 1996 | Sống mãi với thủ đô       | Trần Văn      | Lê Đức Tiến - Nguyễn Thế Vĩnh            | H1         |                              |                         |
| 1997 | Những ngày xa mẹ          | Tường         | Đặng Phi                                 | VTV3       |                              |                         |
| 1998 | Bên dòng Hoàng Long       | San           | Trần Vịnh                                | VTV1       |                              |                         |
| 1998 | Người nối dõi             | Tùng          | Đỗ Thanh Hải                             | VTV3       |                              |                         |
| 1999 | Lập nghiệp                |               | Triệu Tuấn                               | VTV3       |                              | [ 4 ]                   |
| 2000 | Đồng quê xào xạc          | Thuỵ          | Đặng Tất Bình - Phi Tiến Sơn             | VTV3       |                              |                         |
| 2000 | Những người con hiếu thảo | Kha           | Trần Phương                              | VTV3       |                              |                         |
| 2002 | Bác cả Người sung sướng   |               | Trần Lực                                 | VTV3       | lồng tiếng cho NS Quốc Khánh |                         |
| 2003 | Chuyện như đùa            | Cương         | Vũ Trường Khoa                           | VTV3       |                              |                         |
| 2004 | Vẫn còn đó tình yêu       | Trung         | Trần Lực                                 | VTV3       |                              |                         |
| 2004 | Đường đời                 | Khang         | Trần Quốc Trọng - Trần Hoài Sơn          | VTV3       |                              |                         |
| 2006 | Lời sám hối muộn màng     | Phạm Bạch Đàn | Vũ Minh Trí                              | VTV1       | Series Cảnh sát hình sự      |                         |
| 2007 | Công nghệ giữ chồng       |               |                                          | VTV3       | phim ngắn                    |                         |
| 2007 | Nhà có ba chị em          | Vinh          | Đỗ Thanh Hải                             | VTV3       | phim ngắn                    |                         |
| 2008 | Xuân Cồ đánh ghen         | Xuân Cồ       | Vũ Minh Trí                              | VTV1       |                              |                         |
| 2009 | Yêu chạy                  |               | Vũ Minh Trí                              | VTV3       |                              |                         |
| 2009 | Ngõ lỗ thủng              | Anh gù        | Trần Quốc Trọng                          | VTV1       |                              |                         |
| 2010 | Tết cháy Osin             | Hoàng         | Đặng Tất Bình - Trịnh Lê Phong           | VTV1       |                              |                         |
| 2010 | Xuân Cồ bịt trống         | Xuân Cồ       | Vũ Minh Trí                              | VTV3       |                              |                         |
| 2010 | Món nợ miền Đông          |               | Trần Vịnh                                | VTV1       |                              |                         |
| 2010 | Mặt nạ hoàn hảo           | Thầy Huy      | Nguyễn Tiến Dũng                         | VTV3       | Series Cảnh sát hình sự      |                         |
| 2010 | Cuồng phong               | Xuyên         | Bùi Huy Thuần                            | VTV1       | Series Cảnh sát hình sự      |                         |
| 2010 | Vệt nắng cuối trời        | Thức          | Trần Hoài Sơn                            | VTV3       |                              |                         |
| 2012 | Ông tơ hai phẩy           | Vinh          | Nguyễn Danh Dũng                         | VTV1       |                              |                         |
| 2012 | Siêu thị tình yêu         |               | Nguyễn Danh Dũng                         | Let's Viet |                              |                         |
| 2013 | Làng ma 10 năm sau        | Dỏ            | Nguyễn Hữu Phần                          | VTV1       |                              | thay diễn viên Hồng Sơn |
| 2014 | Hai trái tim vàng         |               |                                          | VTV3       | Sitcom                       |                         |
| 2014 | Heo may về qua phố        | Mây           | Nguyễn Danh Dũng                         | VTV3       |                              |                         |
| 2014 | Mưa bóng mây              | Lân           | Trọng Trinh                              | VTV1       |                              |                         |
| 2021 | Ngày mai bình yên         | Ông Phát      | Vũ Trường Khoa - Hoàng Tích Thiện        | VTV3       |                              |                         |

### Phim hài tết
| Tên phim                            | Vai diễn | Đạo diễn   |
| ----------------------------------- | -------- | ---------- |
| Đại gia chân đất phần 1 đến phần 14 | Văn Tích | Bình Trọng |

| Năm  | Tên phim                | Vai diễn | Đạo diễn       |
| ---- | ----------------------- | -------- | -------------- |
| 2015 | Giấc mơ của Chí Phèo    | Chí Phèo | Phạm Đông Hồng |
| 2016 | Quan trường trường quan | Phạm Tồ  | Phạm Đông Hồng |
| 2018 | Họ Lý tên Thông         | Lý Thông | Phạm Đông Hồng |

### Các vở kịch của Nhà hát đã tham gia
- Ngao Sò Ốc Hến (vai Ốc) 1994[5]
- Những người con Hà Nội (vai Trung đoàn trưởng)
- Cát bụi (vai Tống Thoại)
- Những mặt người thấp thoáng (vai Phiệt)
- Đứa con bị đánh cắp (vai Linh - Đàm)
- Tình sử ngàn năm (vai Lý Thường Kiệt)
- Tôi và chúng ta (vai Phó Giám đốc Chính)
- Ngôi sao lạc trời (vai Thiện Thiêm)
- Xuân tím (vai Tình)
- Bỉ vỏ (vai Năm Sài Gòn)
- Tôi và chúng ta (Giám đốc Chính)
- v...v...

## Giải thưởng
- 2004: Huy chương Vàng - Hội diễn sân khấu chuyên nghiệp toàn quốc
- 2009: Giành giải "Nam diễn viên chính xuất sắc nhất" ở thể loại phim truyện video tại Liên hoan phim Việt Nam lần thứ 16 với vai Tào trong phim "Mười ba bến nước" do Bộ VHTT&DL trao tặng
- 2009: Huy chương Bạc dành cho vai diễn Giáo sư Dũng trong vở "Mắt phố" do Bộ VHTT&DL trao tặng
- 2010: Giải "Diễn viên xuất sắc" dành cho vai diễn Lý Thường Kiệt trong vở "Tình sử ngàn năm" - Công trình chào mừng Đại lễ kỷ niệm 1000 năm Thăng Long- Hà Nội do Hội Nghệ sĩ Sân khấu Việt Nam trao tặng
- 2012: Giải "Diễn viên xuất sắc" dành cho vai Phiệt trong vở "Những mặt người thấp thoáng" do Hội Nghệ sĩ Sân khấu Việt Nam trao tặng
- 2012: Huy chương Vàng dành cho vai Phiệt trong vở "Những mặt người thấp thoáng" do Bộ VHTT&DL trao tặng
- 2007: Giải A dành cho vở "Đứa con bị đánh cắp" do Hội Nghệ sĩ Sân khấu Việt Nam trao tặng (vai chính: Linh - Đàm)
- 2008: Giải thưởng văn học nghệ thuật vở diễn "Đứa con bị đánh cắp" do Hội Liên hiệp văn học nghệ thuật Hà Nội trao tặng
- 2010: Giải A vở "Tình sử ngàn năm" - Công trình chào mừng Đại lễ kỷ niệm 1000 năm Thăng Long- Hà Nội do Hội Nghệ sĩ Sân khấu Việt Nam trao tặng (vai chính: Lý Thường Kiệt)
- 2010: Giải thưởng văn học nghệ thuật dành cho vở "Tình sử ngàn năm" do Hội Liên hiệp Văn học nghệ thuật Hà Nội trao tặng
- 2012: Huy chương Vàng vở "Những mặt người thấp thoáng" do Bộ VHTT&DL trao tặng (vai Phiệt)
- 2012: Giải "Vở diễn xuất sắc nhất" dành cho vở "Những mặt người thấp thoáng" do Hội Nghệ sĩ Sân khấu Việt Nam trao tặng
- 2013: Giải "Vở diễn xuất sắc" dành cho vở "Tiếng đàn vùng Mê Thảo" do Hội Nghệ sĩ Sân khấu Việt Nam trao tặng
- 2014: Giải "Vở diễn xuất sắc" dành cho vở "Những người con Hà Nội" do Hội Nghệ sĩ Sân khấu Việt Nam trao tặng
- 2015: Huy Chương Vàng vai "Năm Sài Gòn" trong vở "Bỉ vỏ" tại Hội diễn sân khấu chuyên nghiệp toàn quốc.

## Đời tư
Ngày 17 tháng 3 năm 2019, Nghệ sĩ Nhân dân Trung Hiếu làm lễ thành hôn tại quê nhà tỉnh Thái Bình với Thu Hà, nữ nhân viên ngân hàng kém anh 19 tuổi (sinh năm 1992), quê ở Sơn La. Thu Hà từng là diễn viên múa, và đã từng tham gia diễn trong phim hài tết cùng Trung Hiếu. 3 giờ sáng ngày 18 tháng 1 năm 2019, tại Sơn La quê Thu Hà, hai người đã tổ chức lễ cưới theo nghi thức truyền thống.